# Bäriswil
Bäriswil é uma comuna da Suíça, situada no distrito administrativo de Berna-Mittelland, no cantão de Berna. Tem 2,8 km² de área e sua população em 2018 foi estimada em 1.062 habitantes.